# العلاقات المالية الماليزية
العلاقات المالية الماليزية هي العلاقات الثنائية التي تجمع بين مالي وماليزيا.

## مقارنة بين البلدين
هذه مقارنة عامة ومرجعية للدولتين:
| وجه المقارنة                                              | مالي            | ماليزيا       |
| --------------------------------------------------------- | --------------- | ------------- |
| المساحة (كم2)                                             | 1.24 مليون      | 330.29 ألف    |
| عدد السكان (نسمة)                                         | 18.54 مليون     | 31.62 مليون   |
| الكثافة السكانية (ن./كم²)                                 | 14.95           | 95.73         |
| العاصمة                                                   | باماكو          | كوالالمبور    |
| اللغة الرسمية                                             | لغة فرنسية      | لغة ماليزية   |
| العملة                                                    | فرنك غرب أفريقي | رينغيت ماليزي |
| الناتج المحلي الإجمالي (بليون دولار)                      | 15.29 مليار     | 314.50 مليار  |
| الناتج المحلي الإجمالي (تعادل القوة الشرائية) بليون دولار | 35.69 مليار     | 817.43 مليار  |
| الناتج المحلي الإجمالي الاسمي للفرد دولار أمريكي          | 724             | 9.77 ألف      |
| الناتج المحلي الإجمالي للفرد دولار أمريكي                 | 1.60 ألف        | 25.64 ألف     |
| مؤشر التنمية البشرية                                      | 0.419           | 0.779         |
| رمز المكالمات الدولي                                      | +223            | +60           |
| رمز الإنترنت                                              | .ml             | .my           |
| المنطقة الزمنية                                           | 00              | ت ع م+08:00   |

## منظمات دولية مشتركة
يشترك البلدان في عضوية مجموعة من المنظمات الدولية، منها:
| علم المنظمة | اسم المنظمة                               | تاريخ انضمام مالي | تاريخ انضمام ماليزيا |
| ----------- | ----------------------------------------- | ----------------- | -------------------- |
|             | البنك الدولي للإنشاء والتعمير             | 27 سبتمبر 1963    | 7 مارس 1958          |
|             | منظمة التجارة العالمية                    | ?                 | ?                    |
|             | المركز الدولي لتسوية المنازعات الاستشارية | 2 فبراير 1978     | 14 أكتوبر 1966       |
|             | منظمة التعاون الإسلامي                    | ?                 | ?                    |
|             | منظمة حظر الأسلحة الكيميائية              | ?                 | ?                    |
|             | الفريق المعني برصد الأرض                  | ?                 | ?                    |
|             | الأمم المتحدة                             | 28 سبتمبر 1960    | 17 سبتمبر 1957       |
|             | منظمة الشرطة الجنائية الدولية             | ?                 | ?                    |
|             | وكالة ضمان الاستثمار متعدد الأطراف        | 22 أكتوبر 1992    | 6 ديسمبر 1991        |
|             | يونسكو                                    | 7 نوفمبر 1960     | 16 يونيو 1958        |
|             | مؤسسة التنمية الدولية                     | 27 سبتمبر 1963    | 24 سبتمبر 1960       |
|             | مؤسسة التمويل الدولية                     | 9 مايو 1978       | 20 مارس 1958         |
|             | الاتحاد البريدي العالمي                   | ?                 | ?                    |
|             | الاتحاد الدولي للاتصالات                  | 21 أكتوبر 1960    | 3 فبراير 1958        |

## وصلات خارجية
- موقع وزارة الخارجية الماليزية